# Tuwja Rawiw
Tuwja Rawiw (hebr. טוביה רביב, ur. 21 sierpnia 1934 w Suboticy, zm. 24 stycznia 2023 w Modi'in-Makkabim-Re'ut) – izraelski wojskowy, pułkownik (alluf miszne), attaché wojskowy Izraela w Turcji (1975–1978), przedstawiciel Agencji Żydowskiej w latach 90. XX wieku na Węgry i Jugosławię.

## Życiorys
Urodził się 21 sierpnia 1934 roku w Suboticy, w Jugosławii (współcześnie Serbia). W wieku czterech lat zmarł mu ojciec. Przez całą drugą wojnę światową ukrywał się u chrześcijańskiej rodziny na Węgrzech pod zmienionym imieniem i nazwiskiem. W 1948 roku wraz z rodziną dokonał alii do Izraela i zamieszkał w kibucu Ha-Zore’a, a następnie w moszawie Riszpon.
W marcu 1952 roku został powołany do służby w Siłach Obronnych Izraela w Korpusie Pancernym. Był żołnierzem 82 Batalionu Pancernego 7 Brygady Pancernej. Ukończył kurs oficerski i został dowódcą plutonu. Po zakończeniu służby zasadniczej był rezerwistą w 27 Brygadzie Pancernej. Podczas kryzysu sueskiego (1956) z brygadą walczył na północy Synaju, wzdłuż wybrzeża z Morzem Śródziemnym. W trakcie walk został ciężko ranny.
Po rekonwalescencji pełnił funkcję szefa gabinetu dowódcy Korpusu Pancernego pułkownika Chajjima Bar-Lewa. Następnie pełnił funkcje dowódcze w Korpusie Pancernym, a w latach 1964–1966 ponownie znalazł się w gabinecie Bar-Lewa jako szef sztabu korpusu. W latach 1966–1968 prowadził kurs dla dowódców kompanii w Szkole Korpusu Pancernego oraz dowodził 268 Batalionem Pancernym w 26 Brygadzie Pancernej. W trakcie wojny sześciodniowej (1967) dowodził formacją w bitwie o Dżabal Libni oraz bitwie pod Bir al-Dżifdżafa.
Brał udział w bitwie pod Al-Karamą (opercja „Tofet”), dowodzony przez niego 268 Batalion Pancerny wspierał działania 80 Brygady Pancernej pułkownika Rafa’ela Ejtana. Zadaniem tych sił było przekroczenie mostu Damija i zajęcie pozycji przy drodze prowadzącej do Al-Karamy, aby izolować miejscowość od północy. Podczas walk batalion poniósł następujące straty: dwóch zabitych, 11 rannych, uszkodzonych siedem czołgów i pięć samochodów pancernych. Sam Rawiw został lekko ranny w wyniku ostrzelania jego wozu dowodzenia. W wyniku dużych strat pod ostrzałem przeciwnika zmuszony był także szukać działającej radiostacji, aby komunikować się z dowództwem .

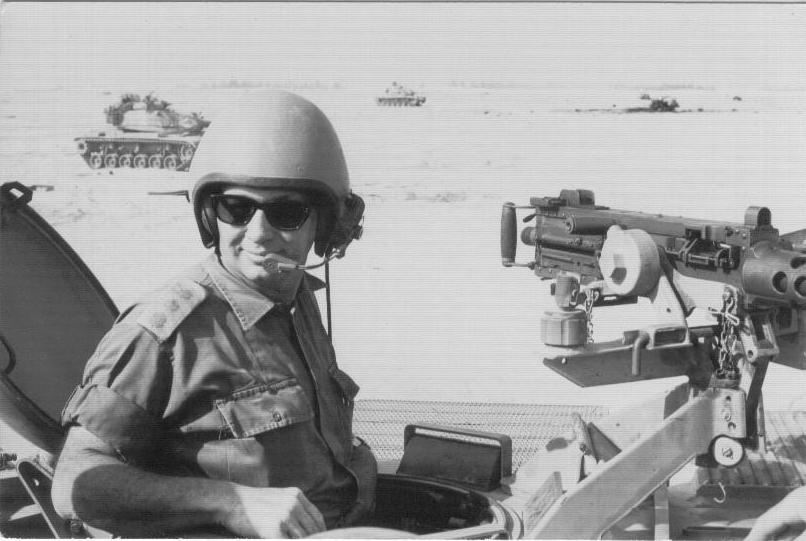
Rawiw w swoim wozie dowodzenia (1973).

Od 1968 do 1969 roku był zastępcą dowódcy 875 Rezerwowej Brygady Zmechanizowanej, a w latach 1969–1971 był zastępcą dowódcy 401 Brygady Pancernej. W 1971 roku otrzymał awans na pułkownika i objął dowództwo nad 600 Rezerwową Brygadą Pancerną.  
W trakcie wojny Jom Kipur dowodził 600 Rezerwową Brygadą Pancerną, która wchodziła w skład 143 Rezerwowej Dywizji Pancernej generała Ariela Szarona i walczyła na Synaju. Brał udział w operacji „Abirej Lew”, której celem było dotarcie sił izraelskich do Kanału Sueskiego i stworzenie przeprawy na zachodni brzeg. Brygada Rawiwa miała przeprowadzić pozorowany atak na egipskie siły wzdłuż drogi Tasa-Ismailia, aby umożliwić 14 Brygadzie Pancernej atak na Chińską Farmę. Następnie jego formacja pomagała w transporcie mostu kołowego nad kanał i brała udział w walkach o obszar Missouri .   
W latach 1973–1975 był wykładowcą w Szkole Dowództwa i Sztabu. Następnie w latach 1975–1978 był attaché wojskowym Izraela w Turcji. W 1979 roku odszedł ze służby .   
W latach 90. był szefem delegacji Agencji Żydowskiej na Węgry i Jugosławię, gdzie koordynował osobiście, często w terenie, pomoc Żydom chcącym uciec z kraju przed wojną domową . W 1997 roku opublikował książkę Ha-Jugoslawim ha-acharonim (dosł. Ostatni Jugosłowianie), w której opisał przyczyny rozpadu i wojny domowej w Jugosławii oraz opisał, jak wyglądała emigracja Żydów z tego kraju .
Zmarł 24 stycznia 2023 roku w Modi'in-Maccabim-Re'ut .

## Publikacje
- Ha-Jugoslawim ha-acharonim (hebr. היוגוסלבים האחרונים), 1997, ss. 241[8].